# Nicolás Franco Bahamonde
Nicolás Franco Bahamonde (Ferrol, La Corunya, 1 de juliol de 1891 - Madrid, 15 d'abril de 1977) va ser un militar i polític espanyol, participant en la revolta militar contra la II República que va donar origen a la Guerra Civil espanyola. Era el germà gran de Ramón, Pilar, María de la Paz i Francisco Franco Bahamonde, qui va assumir la prefectura de l'Estat durant el conflicte i els 39 anys següents.

## Biografia

### Formació
El seu pare, Nicolás Franco Salgado-Araújo, va ser General Intendent de l'Armada Espanyola, i la seva mare, María del Pilar Bahamonde y Pardo de Andrade, provenia d'una família amb una gran tradició en la Marina.
Va continuar la tradició marinera de la família ingressant en l'Escola Naval Militar de Marín, a Pontevedra, on va aconseguir el grau d'Oficial de l'Armada Espanyola, i en l'Escola d'Enginyers Navals, on va coincidir amb Juan Antonio Suanzes Fernández, i es va graduar com a Enginyer Naval.
Va començar la seva carrera política durant la II República, arribant a ser Secretari General del Partit Agrari que presidia José Martínez de Velasco. De 1932 a 1934 va ocupar el càrrec de director de l'Escola Superior d'Enginyers Navals, i el 1935 va ser nomenat director general de la Marina Mercant Espanyola, a les ordres del ministre de Marina Pere Rahola i Molinas, durant el mandat de Joaquín Chapaprieta.

### Guerra Civil
Sent el seu germà Francisco un dels principals instigadors del cop d'estat del 18 de juliol de 1936, aviat es va convertir en un dels seus més importants col·laboradors, i va tenir gran influència en la decisió del seu nomenament com a futur Cap d'Estat. La seva activitat durant la guerra es va desenvolupar com a ambaixador a Itàlia en 1937 i des de l'any següent completament a Portugal, des d'on va garantir com a ambaixador el suport del govern d'António de Oliveira Salazar al bàndol nacional, així com de subministraments materials i col·laboració per a la detenció de republicans que traspassaven la frontera.

### Postguerra
El 1940 va ser nomenat Cavaller de l'Orde de Sant Llàtzer de Jerusalem en el grau de Gran Creu. Ascendit el 1942 a General del Cos d'Enginyers Navals de l'Armada, es va mantenir com a ambaixador d'Espanya a Portugal fins al 1957. Al seu retorn a Espanya va desenvolupar una intensa activitat financera. Va ser fundador i president del consell de la societat "Fabricació d'Automòbils, SA" (FASA-Renault) i també fundador de "Fabricació d'Automòbils Dièsel, SA" (Fadisa), així com president honorari d'Alcan Aluminio Ibérico i conseller de la Companyia Trasmediterránea de Navegació, així com director de Unión Naval de Levante. Va ser igualment conseller de Manufacturas Metálicas Madrileñas. El seu germà Francisco, ja com a Cap d'Estat, el va designar Procurador en Corts, càrrec que va exercir durant les legislatures VI, VII, VIII, IX i X, fins a la seva defunció, en 1977.

## Defunció
A les quatre de la tarda del 15 d'abril de 1977 moria a la Policlínica Naval de Madrid, víctima de complicacions renals (insuficiència i urèmia aguda) sorgides després d'una operació a la qual va ser sotmès el 2 de març d'aquest mateix any a causa d'una fractura de maluc. Les restes mortals van ser exposades durant la nit del divendres i el matí del dissabte en una capella ardent instal·lada al propi Hospital Policlínic de la Marina. Després d'una missa corpore insepulto, celebrada en la capella del centre mèdic, va ser traslladat, a dos quarts de cinc de la tarda, al cementiri madrileny de l'Almudena on va ser enterrat poc després de les cinc de la tarda. Durant el trasllat de les restes, la comitiva va ser custodiada per la Policia Municipal i la Policia Armada. Al sepeli van assistir solament la vídua, Isabel Pascual de Pobil; el seu fill, Nicolás Franco Pascual de Pobil, i alguns familiars més, a més d'un grup d'alts oficials de l'Armada.

## Imputat per crims contra la humanitat
El 2008, va ser un dels trenta-cinc alts càrrecs del franquisme imputats per l'Audiència Nacional en el sumari instruït per Baltasar Garzón pels presumptes delictes de detenció il·legal i crims contra la humanitat que suposadament haurien estat comesos durant la Guerra civil espanyola i els primers anys del règim de Franco. El jutge va declarar extingida la responsabilitat criminal de Nicolás Franco quan va rebre constància fefaent de la seva defunció, esdevingut trenta-un anys abans. La instrucció de la causa va ser tan polèmica que Garzón va arribar a ser acusat de prevaricació, jutjat i absolt pel Tribunal Suprem.